# Taylor Townsend (tennis)
Pour les articles homonymes, voir Taylor Townsend.
Taylor Townsend, née le 16 avril 1996 à Chicago, est une joueuse de tennis américaine, professionnelle depuis 2012. Elle a notamment remporté l'Open d'Australie junior 2012 en simple et en double.
À ce jour, elle a remporté dix titres en double dames sur le circuit WTA dont Wimbledon et l'Open d'Australie.

## Carrière
Lors de la saison 2012, en Grand Chelem, Taylor Townsend remporte le tournoi junior de l'Open d'Australie ainsi que trois tournois junior en double : l'Open d'Australie, Wimbledon et l'US Open. Elle reçoit le titre de championne du monde ITF junior en 2012.
En 2014, elle participe à son premier tournoi senior du Grand Chelem à Roland-Garros grâce à une invitation. Elle s'y fait remarquer en battant la tête de série no 20 Alizé Cornet au second tour (6-4, 4-6, 6-4). Elle s'incline au tour suivant face à l'Espagnole Carla Suárez Navarro (6-2, 6-2).
Elle joue l'Open du Canada pour la première fois en 2024 et y obtient le meilleur résultat de sa carrière en simple en WTA 1000 alors qu'elle est repêchée des qualifications. Profitant de l'abandon de Dayana Yastremska, demi-finaliste de l'Open d'Australie en début d'année (6-3, 3-1 ab.), elle écrase ensuite Marina Stakusic (6-0, 6-2) et surtout Jeļena Ostapenko (6-2, 6-1). Elle s'arrête en quarts de finale contre sa compatriote Emma Navarro (3-6, 6-7) qui accède pour la première fois de sa vie aux demi-finales d'un tournoi de cette catégorie.

## Palmarès

### Titres en double dames
| No | Date       | Nom et lieu du tournoi                     | Catégorie | Dotation       | Surface      | Partenaire          | Finalistes                           | Score             |          |
| -- | ---------- | ------------------------------------------ | --------- | -------------- | ------------ | ------------------- | ------------------------------------ | ----------------- | -------- |
| 1  | 06-01-2020 | ASB Classic Auckland                       | Intern'l  | 251 750 $      | Dur (ext.)   | Asia Muhammad       | Serena Williams Caroline Wozniacki   | 6-4, 6-4          | Parcours |
| 2  | 01-01-2023 | Adélaïde International 1 Adélaïde          | WTA 500   | 826 837 $      | Dur (ext.)   | Asia Muhammad       | Storm Hunter Kateřina Siniaková      | 6-2, 7-62         | Parcours |
| 3  | 09-01-2023 | Adélaïde International 2 Adélaïde          | WTA 500   | 780 637 $      | Dur (ext.)   | Luisa Stefani       | A. Pavlyuchenkova Elena Rybakina     | 7-5, 7-63         | Parcours |
| 4  | 14-08-2023 | Western & Southern Open Cincinnati         | WTA 1000  | 2 788 468 $    | Dur (ext.)   | Alycia Parks        | Nicole Melichar-Martinez Ellen Perez | 61-7, 6-4, [10-6] | Parcours |
| 5  | 08-01-2024 | Adélaïde International Adélaïde            | WTA 500   | 922 573 $      | Dur (ext.)   | Beatriz Haddad Maia | Caroline Garcia Kristina Mladenovic  | 7-5, 6-3          | Parcours |
| 6  | 01-07-2024 | The Championships Wimbledon                | G. Chelem | NC             | Gazon (ext.) | Kateřina Siniaková  | Gabriela Dabrowski Erin Routliffe    | 7-65, 7-61        | Parcours |
| 7  | 29-07-2024 | Mudabala Citi DC Open Washington           | WTA 500   | 922 573 $      | Dur (ext.)   | Asia Muhammad       | Jiang Xinyu Wu Fang-hsien            | 7-60, 6-3         | Parcours |
| 8  | 12-01-2025 | Australian Open Melbourne                  | G. Chelem | 43 250 000 AU$ | Dur (ext.)   | Kateřina Siniaková  | Hsieh Su-wei Jeļena Ostapenko        | 6-2, 64-7, 6-3    | Parcours |
| 9  | 16-02-2025 | Dubaï Duty Free Tennis Championships Dubaï | WTA 1000  | 3 654 963 $    | Dur (ext.)   | Kateřina Siniaková  | Hsieh Su-wei Jeļena Ostapenko        | 7-65, 6-4         | Parcours |
| 10 | 21-07-2025 | Mudabala Citi DC Open Washington           | WTA 500   | 1 282 951 $    | Dur (ext.)   | Zhang Shuai         | Caroline Dolehide Sofia Kenin        | 6-1, 6-1          | Parcours |

### Finales en double dames
| No | Date       | Nom et lieu du tournoi                      | Catégorie | Dotation     | Surface      | Vainqueures                           | Partenaire          | Score             |          |
| -- | ---------- | ------------------------------------------- | --------- | ------------ | ------------ | ------------------------------------- | ------------------- | ----------------- | -------- |
| 1  | 29-07-2013 | Citi Open Washington                        | Intern'l  | 235 000 $    | Dur (ext.)   | Shuko Aoyama Vera Dushevina           | Eugenie Bouchard    | 6-3, 6-3          | Parcours |
| 2  | 31-12-2018 | ASB Classic Auckland                        | Intern'l  | 250 000 $    | Dur (ext.)   | Eugenie Bouchard Sofia Kenin          | Paige Mary Hourigan | 1-6, 6-1, [10-7]  | Parcours |
| 3  | 31-08-2022 | US Open New York                            | G. Chelem | 27 915 200 $ | Dur (ext.)   | Barbora Krejčíková Kateřina Siniaková | Catherine McNally   | 3-6, 7-5, 6-1     | Parcours |
| 4  | 21-03-2023 | Miami Open presented by Itaú Miami          | WTA 1000  | 8 800 000 $  | Dur (ext.)   | Coco Gauff Jessica Pegula             | Leylah Fernandez    | 7-66, 6-2         | Parcours |
| 5  | 28-05-2023 | Roland-Garros Paris                         | G. Chelem | 49 600 000 € | Terre (ext.) | Wang Xinyu Hsieh Su-Wei               | Leylah Fernandez    | 1-6, 7-65, 6-1    | Parcours |
| 6  | 02-11-2024 | WTA Finals Riyadh Riyad                     | Masters   | 15 250 000 $ | Dur (ext.)   | Gabriela Dabrowski Erin Routliffe     | Kateřina Siniaková  | 7-5, 6-3          | Parcours |
| 7  | 27-07-2025 | Omnium Banque Nationale par Rogers Montréal | WTA 1000  | 5 152 599 $  | Dur (ext.)   | Coco Gauff McCartney Kessler          | Zhang Shuai         | 6-4, 1-6, [13-11] | Parcours |

### Finales en double mixte
| No | Date       | Nom et lieu du tournoi   | Catégorie | Dotation | Surface      | Vainqueures                  | Partenaire   | Score     |          |
| -- | ---------- | ------------------------ | --------- | -------- | ------------ | ---------------------------- | ------------ | --------- | -------- |
| 1  | 28-08-2024 | US Open Flushing Meadows | G. Chelem | NC       | Dur (ext.)   | Sara Errani Andrea Vavassori | Donald Young | 7-60, 7-5 | Parcours |
| 2  | 27-05-2025 | Roland-Garros Paris      | G. Chelem | NC       | Terre (ext.) | Sara Errani Andrea Vavassori | Evan King    | 6-4, 6-2  | Parcours |

### Finale en simple en WTA 125
| No | Date       | Nom et lieu du tournoi        | Catégorie | Dotation  | Surface      | Vainqueure      | Score    |          |
| -- | ---------- | ----------------------------- | --------- | --------- | ------------ | --------------- | -------- | -------- |
| 1  | 15-05-2023 | Firenze Ladies Open, Florence | WTA 125   | 115 000 $ | Terre (ext.) | Jasmine Paolini | 6-3, 7-5 | Parcours |

### Titres en double en WTA 125
| No | Date       | Nom et lieu du tournoi                | Catégorie | Dotation  | Surface    | Partenaire       | Finalistes                       | Score    |          |
| -- | ---------- | ------------------------------------- | --------- | --------- | ---------- | ---------------- | -------------------------------- | -------- | -------- |
| 1  | 26-02-2018 | Oracle Challenger Series Indian Wells | WTA 125   | 150 000 $ | Dur (ext.) | Yanina Wickmayer | Jennifer Brady Vania King        | 6-4, 6-4 | Parcours |
| 2  | 02-03-2020 | Oracle Challenger Series Indian Wells | WTA 125   | 150 000 $ | Dur (ext.) | Asia Muhammad    | Catherine McNally Jessica Pegula | 6-4, 6-4 | Parcours |

### Finales en double en WTA 125
| No | Date       | Nom et lieu du tournoi                 | Catégorie | Dotation  | Surface    | Vainqueures                       | Partenaire       | Score     |          |
| -- | ---------- | -------------------------------------- | --------- | --------- | ---------- | --------------------------------- | ---------------- | --------- | -------- |
| 1  | 21-01-2019 | Oracle Challenger Series Newport Beach | WTA 125   | 150 000 $ | Dur (ext.) | Hayley Carter Ena Shibahara       | Yanina Wickmayer | 6-3, 7-61 | Parcours |
| 2  | 25-02-2019 | Oracle Challenger Series Indian Wells  | WTA 125   | 150 000 $ | Dur (ext.) | Kristýna Plíšková Evgeniya Rodina | Yanina Wickmayer | 7-67, 6-4 | Parcours |

## Parcours en Grand Chelem

### En simple dames
| Année | Open d'Australie | Open d'Australie         | Internationaux de France | Internationaux de France | Wimbledon       | Wimbledon             | US Open         | US Open            |
| ----- | ---------------- | ------------------------ | ------------------------ | ------------------------ | --------------- | --------------------- | --------------- | ------------------ |
| 2011  | —                | —                        | —                        | —                        | —               | —                     | Q2              | Laura Robson       |
|       |                  |                          |                          |                          |                 |                       |                 |                    |
| 2013  | —                | —                        | —                        | —                        | —               | —                     | Q3              | Chanel Simmonds    |
| 2014  | —                | —                        | 3e tour (1/16)           | C. Suárez Navarro        | 1er tour (1/64) | Klára Koukalová       | 1er tour (1/64) | Serena Williams    |
| 2015  | 1er tour (1/64)  | Caroline Wozniacki       | 1er tour (1/64)          | Tereza Smitková          | —               | —                     | Q2              | Daria Kasatkina    |
| 2016  | —                | —                        | 2e tour (1/32)           | Elina Svitolina          | Q2              | Duan Ying-Ying        | 1er tour (1/64) | Caroline Wozniacki |
| 2017  | Q3               | Jennifer Brady           | 2e tour (1/32)           | Hsieh Su-wei             | Q1              | Alison Van Uytvanck   | 1er tour (1/64) | Ana Bogdan         |
| 2018  | 1er tour (1/64)  | Magdaléna Rybáriková     | 2e tour (1/32)           | Simona Halep             | 2e tour (1/32)  | Aliaksandra Sasnovich | 2e tour (1/32)  | Jeļena Ostapenko   |
| 2019  | 1er tour (1/64)  | Sloane Stephens          | 1er tour (1/64)          | Garbiñe Muguruza         | 2e tour (1/32)  | Kiki Bertens          | 1/8 de finale   | Bianca Andreescu   |
| 2020  | 2e tour (1/32)   | Anastasia Pavlyuchenkova | —                        | —                        | Annulé          | Annulé                | 1er tour (1/64) | Sachia Vickery     |
|       |                  |                          |                          |                          |                 |                       |                 |                    |
| 2022  | —                | —                        | 1er tour (1/64)          | Caroline Garcia          | —               | —                     | 1er tour (1/64) | Kateřina Siniaková |
| 2023  | 2e tour (1/32)   | Ekaterina Alexandrova    | 1er tour (1/64)          | Anastasia Potapova       | Q3              | Sofia Kenin           | 3e tour (1/16)  | Karolína Muchová   |
| 2024  | 1er tour (1/64)  | Paula Badosa             | —                        | —                        | 1er tour (1/64) | A. Pavlyuchenkova     | 2e tour (1/32)  | Paula Badosa       |
| 2025  | 1er tour (1/64)  | Renata Zarazúa           | 1er tour (1/64)          | Elisabetta Cocciaretto   | 1er tour (1/64) | Sofia Kenin           |                 |                    |

N.B. : à droite du résultat se trouve le nom de l'ultime adversaire.

### En double dames
| Année | Open d'Australie                                                                       | Open d'Australie                                                                  | Internationaux de France                                                               | Internationaux de France                                                           | Wimbledon                                                                             | Wimbledon                                                                       | US Open                                                                                | US Open |
| ----- | -------------------------------------------------------------------------------------- | --------------------------------------------------------------------------------- | -------------------------------------------------------------------------------------- | ---------------------------------------------------------------------------------- | ------------------------------------------------------------------------------------- | ------------------------------------------------------------------------------- | -------------------------------------------------------------------------------------- | ------- |
| 2011  | —                                                                                      | —                                                                                 | —                                                                                      | —                                                                                  | —                                                                                     | —                                                                               | 1/8 de finale J. Pegula \|\| style="text-align:left;" \| V. King Y. Shvedova           |         |
|       |                                                                                        |                                                                                   |                                                                                        |                                                                                    |                                                                                       |                                                                                 |                                                                                        |         |
| 2013  | —                                                                                      | —                                                                                 | —                                                                                      | —                                                                                  | —                                                                                     | —                                                                               | 1er tour (1/32) M. Burdette \|\| style="text-align:left;" \| A. Cornet C. Garcia       |         |
| 2014  | —                                                                                      | —                                                                                 | —                                                                                      | —                                                                                  | —                                                                                     | —                                                                               | 1er tour (1/32) A. Muhammad \|\| style="text-align:left;" \| A. Medina Y. Shvedova     |         |
| 2015  | —                                                                                      | —                                                                                 | —                                                                                      | —                                                                                  | —                                                                                     | —                                                                               | 2e tour (1/16) N. Gibbs \|\| style="text-align:left;" \| L. Arruabarrena A. Klepač     |         |
| 2016  | —                                                                                      | —                                                                                 | —                                                                                      | —                                                                                  | —                                                                                     | —                                                                               | 1/4 de finale A. Muhammad \|\| style="text-align:left;" \| B. Mattek-Sands L. Šafářová |         |
| 2017  | 1er tour (1/32) S. Rogers \|\| style="text-align:left;" \| K. Bertens J. Larsson       | 1er tour (1/32) A. Muhammad \|\| style="text-align:left;" \| E. Hozumi M. Kato    | 1er tour (1/32) A. Muhammad \|\| style="text-align:left;" \| L. Hradecká K. Siniaková  | 1er tour (1/32) S. Stephens \|\| style="text-align:left;" \| Wang Q. Wang Y.       |                                                                                       |                                                                                 |                                                                                        |         |
| 2018  | 1er tour (1/32) R. Voráčová \|\| style="text-align:left;" \| S. Aoyama Yang Z.         | 2e tour (1/16) R. Voráčová \|\| style="text-align:left;" \| K. Bertens J. Larsson | —                                                                                      | —                                                                                  | 1er tour (1/32) A. Riske \|\| style="text-align:left;" \| Chan H.-c. Yang Z.          |                                                                                 |                                                                                        |         |
| 2019  | 1/8 de finale A. Sasnovich \|\| style="text-align:left;" \| Chan H.-c. Chan Y.-j.      | 1er tour (1/32) A. Sasnovich \|\| style="text-align:left;" \| F. Ferro D. Parry   | 1er tour (1/32) A. Muhammad \|\| style="text-align:left;" \| E. Alexandrova V. Golubic | 2e tour (1/16) W. Osuigwe \|\| style="text-align:left;" \| V. Kužmová A. Sasnovich |                                                                                       |                                                                                 |                                                                                        |         |
| 2020  | 2e tour (1/16) K. Flipkens \|\| style="text-align:left;" \| B. Krejčíková K. Siniaková | —                                                                                 | —                                                                                      | Annulé                                                                             | Annulé                                                                                | 1/2 finale A. Muhammad \|\| style="text-align:left;" \| N. Melichar Xu Y.       |                                                                                        |         |
|       |                                                                                        |                                                                                   |                                                                                        |                                                                                    |                                                                                       |                                                                                 |                                                                                        |         |
| 2022  | —                                                                                      | —                                                                                 | 1/2 finale M. Keys \|\| style="text-align:left;" \| C. Gauff J. Pegula                 | —                                                                                  | —                                                                                     | Finale C. McNally                                                               | B. Krejčíková K. Siniaková                                                             |         |
| 2023  | 2e tour (1/16) A. Muhammad \|\| style="text-align:left;" \| T. Mihalíková A. Sasnovich | Finale L. Fernandez                                                               | Hsieh S.-w. Wang Xn.                                                                   | 2e tour (1/16) L. Fernandez \|\| style="text-align:left;" \| C. Garcia L. Stefani  | 1/4 de finale L. Fernandez \|\| style="text-align:left;" \| G. Dabrowski E. Routliffe |                                                                                 |                                                                                        |         |
| 2024  | 1/8 de finale B. Haddad Maia \|\| style="text-align:left;" \| C. Bucșa A. Panova       | —                                                                                 | —                                                                                      | Victoire K. Siniaková                                                              | G. Dabrowski E. Routliffe                                                             | 1/2 finale K. Siniaková \|\| style="text-align:left;" \| K. Mladenovic Zhang S. |                                                                                        |         |
| 2025  | Victoire K. Siniaková                                                                  | Hsieh S.-w. J. Ostapenko                                                          | 1/4 de finale K. Siniaková \|\| style="text-align:left;" \| A. Danilina A. Krunić      | 1/2 finale K. Siniaková \|\| style="text-align:left;" \| Hsieh S.-w. J. Ostapenko  |                                                                                       |                                                                                 |                                                                                        |         |

N.B. : le nom de la partenaire se trouve sous le résultat ; les noms des ultimes adversaires se trouvent à droite.

### En double mixte
| Année | Open d'Australie                                                                     | Open d'Australie                     | Internationaux de France                                                       | Internationaux de France                                                          | Wimbledon       | Wimbledon              | US Open                                                                          | US Open |
| ----- | ------------------------------------------------------------------------------------ | ------------------------------------ | ------------------------------------------------------------------------------ | --------------------------------------------------------------------------------- | --------------- | ---------------------- | -------------------------------------------------------------------------------- | ------- |
| 2011  | —                                                                                    | —                                    | —                                                                              | —                                                                                 | —               | —                      | 1er tour (1/16) D. Young \|\| style="text-align:left;" \| N. Grandin J.J. Rojer  |         |
|       |                                                                                      |                                      |                                                                                |                                                                                   |                 |                        |                                                                                  |         |
| 2014  | —                                                                                    | —                                    | —                                                                              | —                                                                                 | —               | —                      | 1/2 finale D. Young \|\| style="text-align:left;" \| A. Spears S. González       |         |
| 2015  | —                                                                                    | —                                    | —                                                                              | —                                                                                 | —               | —                      | 2e tour (1/8) D. Young \|\| style="text-align:left;" \| A. Hlaváčková L. Kubot   |         |
| 2016  | —                                                                                    | —                                    | —                                                                              | —                                                                                 | —               | —                      | 1er tour (1/16) D. Young \|\| style="text-align:left;" \| S. Mirza I. Dodig      |         |
|       |                                                                                      |                                      |                                                                                |                                                                                   |                 |                        |                                                                                  |         |
| 2018  | —                                                                                    | —                                    | —                                                                              | —                                                                                 | —               | —                      | 1er tour (1/16) D. Young \|\| style="text-align:left;" \| N. Kichenok W. Koolhof |         |
|       |                                                                                      |                                      |                                                                                |                                                                                   |                 |                        |                                                                                  |         |
| 2023  | 1/4 de finale J. Murray \|\| style="text-align:left;" \| D. Krawczyk N. Skupski      | 2e tour (1/8) J. Murray \|\| Forfait | 2e tour (1/8) J. Murray \|\| style="text-align:left;" \| M. Kostyuk M. Arévalo | 1/2 finale B. Shelton \|\| style="text-align:left;" \| J. Pegula A. Krajicek      |                 |                        |                                                                                  |         |
| 2024  | 1er tour (1/16) M. Melo \|\| style="text-align:left;" \| V. Kudermetova L. Glasspool | —                                    | —                                                                              | 1/4 de finale J. Murray \|\| style="text-align:left;" \| Hsieh S.-w. J. Zieliński | Finale D. Young | S. Errani A. Vavassori |                                                                                  |         |
| 2025  | 2e tour (1/16) H. Nys \|\| Forfait                                                   | Finale E. King                       | S. Errani A. Vavassori                                                         | 2e tour (1/8) E. King \|\| style="text-align:left;" \| Hsieh S.-w. J. Zieliński   | —               | —                      |                                                                                  |         |

N.B. : le nom du partenaire se trouve sous le résultat ; les noms des ultimes adversaires se trouvent à droite.

## Parcours en «Premier» et WTA 1000
Les tournois WTA « Premier Mandatory » et « Premier 5 » (entre 2009 et 2020) et WTA 1000 (à partir de 2021) constituent les catégories d'épreuves les plus prestigieuses, après les quatre levées du Grand Chelem. 

De 2009 à 2023, les tournois Premier Mandatory (dits tournois WTA 1000 obligatoires entre 2021 et 2023) regroupent Indian Wells, Miami, Madrid et Pékin, les autres constituant les tournois Premier 5 (tournois WTA 1000 non-obligatoires). À partir de 2024, le nombre de tournois WTA 1000 passe à 10 par saison (fin de l’alternance Doha / Dubaï), ces derniers devenant tous obligatoires et offrant tous 1000 points à la vainqueure (contre 900 points précédemment pour les tournois Premier 5).

### En simple dames
| Année |       |              |         |                                |                               |                             |                                |                          |                                  |                           |  |                          |
| Doha  | Dubaï | Indian Wells | Miami   | Madrid                         | Rome                          | Canada                      | Cincinnati                     | Pékin                    |                                  | Tokyo                     |  |                          |
| Doha  | Dubaï | Indian Wells | Miami   | Madrid                         | Rome                          | Canada                      | Cincinnati                     | Pékin                    | Wuhan                            |                           |  |                          |
| Doha  | Dubaï | Indian Wells | Miami   | Madrid                         | Rome                          | Canada                      | Cincinnati                     | Pékin                    | Guadalajara                      |                           |  |                          |
| 2013  |       |              | WTA 500 | 2e tour (1/32) A. Ivanović     |                               |                             |                                |                          |                                  |                           |  |                          |
| 2014  |       |              | WTA 500 | 2e tour (1/32) F. Pennetta     |                               |                             |                                |                          | 2e tour (1/16) F. Pennetta       |                           |  |                          |
| 2015  |       | WTA 500      |         | 2e tour (1/32) S. Stosur       |                               |                             |                                |                          |                                  |                           |  |                          |
| 2016  |       |              | WTA 500 | 1er tour (1/64) V. King        |                               |                             |                                |                          |                                  |                           |  |                          |
| 2017  |       | WTA 500      |         | 1er tour (1/64) M. Linette     | 3e tour (1/16) S. Kuznetsova  |                             |                                |                          | 2e tour (1/16) S. Halep          |                           |  |                          |
| 2018  |       |              | WTA 500 | 1er tour (1/64) D. Collins     |                               |                             |                                |                          |                                  |                           |  |                          |
| 2019  |       | WTA 500      |         | 1er tour (1/64) Y. Bonaventure | 2e tour (1/32) S. Halep       |                             |                                |                          |                                  |                           |  |                          |
|       |       |              |         |                                |                               |                             |                                |                          |                                  |                           |  |                          |
| 2022  |       |              | WTA 500 |                                |                               |                             |                                |                          | 1er tour (1/32) A. Tomljanović   | Hors calendrier           |  |                          |
| 2023  |       | WTA 500      |         |                                | 2e tour (1/32) E. Alexandrova |                             | 3e tour (1/16) Wang X.         |                          |                                  |                           |  | 3e tour (1/16) E. Arango |
| 2024  |       |              |         | 2e tour (1/32) A. Kalinskaya   | 3e tour (1/16) E. Rybakina    | 1er tour (1/64) M. Andreeva | 1er tour (1/64) B. Fruhvirtová | 1/4 de finale E. Navarro | 3e tour (1/8) J. Pegula          | 2e tour (1/32) K. Boulter |  |                          |
| 2025  |       |              |         |                                | 3e tour (1/16) Zheng Q.       |                             |                                |                          | 3e tour (1/16) J. Bouzas Maneiro |                           |  |                          |

Sous le résultat, l’ultime adversaire.
1. 1 2   Les tournois de Doha et Dubaï alternent le statut de tournoi WTA 1000 (ex Premier 5) entre 2009 et 2023 : les trois premières éditions ont lieu à Dubaï, les trois suivantes à Doha, puis Dubaï accueille le tournoi de cette catégorie les années impaires et Dubaï les années paires. De 2011 à 2023, la ville qui n’accueille pas de WTA 1000 organise à la place un tournoi WTA 500 (ex Premier).
2. 1 2 3 4 5 6 7 8   L’ordre de déroulement des tournois a évolué depuis 2009 : Rome se dispute avant Madrid et Cincinnati avant Montréal/Toronto jusqu’en 2010, tandis que Tokyo (2009-2013)-Wuhan (2014-2019, 2024-)-Guadalajara (2022-2023) ont lieu avant Pékin jusqu’en 2023.
3. ↑  Le 1er décembre 2021, le président de la WTA, Steve Simon, annonce que tous les tournois prévus en Chine et à Hong Kong sont suspendus à partir de 2022, en raison de préoccupations concernant la sécurité et le bien-être de la joueuse de tennis chinoise Peng Shuai après ses allégations de relations sexuelles non-consenties avec Zhang Gaoli, membre de haut rang du Parti communiste chinois. Le tournoi de Pékin revient en 2023. Le tournoi de Guadalajara remplace celui de Wuhan pendant deux ans, ce dernier réapparaissant en 2024.

## Palmarès junior

### En simple
| Résultat  | Année | Tournoi          | Surface | Adversaire       | Score         |
| --------- | ----- | ---------------- | ------- | ---------------- | ------------- |
| Vainqueur | 2012  | Open d'Australie | Dur     | Yulia Putintseva | 6-1, 3-6, 6-3 |
| Finaliste | 2013  | Wimbledon        | Gazon   | Belinda Bencic   | 4-6, 6-1, 6-4 |

### En double
| Résultat  | Année | Tournoi          | Surface | Partenaire        | Adversaires                     | Score            |
| --------- | ----- | ---------------- | ------- | ----------------- | ------------------------------- | ---------------- |
| Finaliste | 2011  | US Open          | Dur     | Gabrielle Andrews | Irina Khromacheva Demi Schuurs  | 6-4, 5-7, [10-5] |
| Vainqueur | 2012  | Open d'Australie | Dur     | Gabrielle Andrews | Irina Khromacheva Danka Kovinić | 5-7, 7-5, [10-6] |
| Vainqueur | 2012  | Wimbledon        | Gazon   | Eugenie Bouchard  | Belinda Bencic Ana Konjuh       | 6-4, 6-3         |
| Vainqueur | 2012  | US Open          | Dur     | Gabrielle Andrews | Belinda Bencic Petra Uberalová  | 6-4, 6-3         |

## Parcours en Fed Cup
| #                                                                    | Date       | Lieu         | Surface      | Gagnante(s)                     | Perdante(s)                 | Score    |          |
|                                                                      |            |              |              |                                 |                             |          |          |
| 2015 - 1er tour (groupe mondial II) - Argentine - États-Unis - 1 : 4 |            |              |              |                                 |                             |          |          |
| 1                                                                    | 07/02/2015 | Buenos Aires | Terre (ext.) | Taylor Townsend Coco Vandeweghe | Tatiana Búa Nadia Podoroska | 6-2, 6-3 | Parcours |

## Classements WTA en fin de saison
| Année          | 2011 | 2012 | 2013 | 2014 | 2015 | 2016 | 2017 | 2018 | 2019 | 2020 | 2021 | 2022 | 2023 | 2024 |
| Rang en simple | 428  | 676  | 308  | 102  | 304  | 131  | 105  | 74   | 84   | 89   | 293  | 131  | 80   | 69   |
| Rang en double | 234  | 546  | 190  | 156  | 124  | 70   | 150  | 153  | 90   | 67   | 134  | 33   | 7    | 5    |

Source : (en) Classements de Taylor Townsend (tennis) sur le site officiel de la Fédération internationale de tennis

## Records et statistiques

### Victoires sur le top 10
Toutes ses victoires sur des joueuses classées dans le top 10 de la WTA lors de la rencontre.
| Légende      |
| Grand Chelem |
| WTA 1000     |
| WTA 500      |
| WTA 250      |
| Fed Cup      |

| # |        |  | Tournoi | Année | Surface      |  | Adversaire     | Rang | Tour | Score          | Tableau |
| - | ------ |  | ------- | ----- | ------------ |  | -------------- | ---- | ---- | -------------- | ------- |
| 1 | no 116 |  | US Open | 2019  | Dur          |  | Simona Halep   | no 4 | 1/32 | 2-6, 6-3, 7-64 | Tableau |
| 2 | no 168 |  | Rome    | 2023  | Terre battue |  | Jessica Pegula | no 3 | 1/32 | 6-2, 3-6, 6-3  | Tableau |

## Caractéristiques de son jeu
Elle est gauchère et pratique un jeu d'attaque. Elle est actuellement l'une des seules joueuses du circuit féminin, avec la Belge Kirsten Flipkens, à employer le service-volée. L'utilisation presque systématique de cette technique devenue rarissime lui a notamment permis de battre Simona Halep, pourtant joueuse de fond de court par excellence, au second tour de l'US Open 2019.
Elle joue son revers à deux mains ou à une main.